# Zatoka Famagusty
Zatoka Famagusty (gr. Κόλπος της Αμμόχωστου Kolpos Amochostu, tur. Gazimağusa Körfezi) – zatoka Morza Śródziemnego, położona u wschodnich wybrzeży Cypru, pomiędzy przylądkami Cape Elea (na północy) i Kawo Greko (na południu). Jest największą zatoką Cypru, jej linia brzegowa ma 60 km długości. Wybrzeże zatoki jest zdominowane przez niskie klify kalkarenitowe o nieregularnym zarysie i niszach abrazyjnych u ich podstawy oraz żwirowe lub kamieniste plaże. Nad brzegami zatoki leży miasto Famagusta, od którego pochodzi jej nazwa. W starożytności nad zatoką były położone miasta Salamina oraz Enkomi. Do zatoki uchodzą rzeki Pedieos i Jalias.